# Judith Giuliani
Judi Ann "Judith" Stish Ross Nathan Giuliani (16/12/1954) là một y tá có đăng ký hành nghề tại Mỹ, cựu giám đốc bán hàng y tế, người gây quỹ từ thiện, và là vợ của cựu Thị trưởng thành phố New York Rudy Giuliani. Cô là Giám đốc điều hành của công ty tư vấn từ thiện Change Our World và là thành viên hội đồng sáng lập của Twin Towers Fund.

## Thời trẻ và giáo dục ban đầu
Judi Ann Stish sinh ra và lớn lên ở Hazleton, Pennsylvania, một thị trấn nổi tiếng với lịch sử khai thác than. Gia đình cô theo Công giáo với cha là người gốc Ý, mẹ là người gốc Ba Lan. Tên họ Stish trước đây đã được sửa đổi từ Sticia. Cha của cô, Donald Stish, Sr., là trưởng phòng phát hành cho The Philadelphia Inquirer, và mẹ cô, Joan Ann (Ososki), là một người nội trợ. Cô có một anh trai, Donald, Jr., đã chết năm 2004 và có một em gái, Cyndy. Đến năm 2007, bố mẹ cô vẫn ở cùng nhà nơi cô lớn lên ở Hazleton.
Stish tốt nghiệp trường trung học Hazleton năm 1972, nơi cô tham gia Hiệp hội Y tá Tương lai, Hội Văn học, câu lạc bộ quần vợt và trượt tuyết và Câu lạc bộ Diggers, một tổ chức dịch vụ tình nguyện. Quan tâm đến cả khía cạnh con người và khoa học của lĩnh vực này, cô đã tham gia một chương trình điều dưỡng hai năm, liên kết với Đại học bang Pennsylvania, tại Bệnh viện St. Luke ở Bethlehem, Pennsylvania và tốt nghiệp với bằng y tá chính quy vào ngày 1 tháng 9 năm 1974. Cô tin rằng quyết định trở thành một y tá là "một trong những điều tuyệt vời, thiết thực nhất mà tôi từng làm bởi vì ngoài khoa học, bạn còn học được cách xử lý khủng hoảng, ra quyết định, ưu tiên…"

## Hôn nhân đầu tiên, sự nghiệp bán hàng y tế, làm mẹ
Sau khi tốt nghiệp, Stish làm y tá được vài tháng. tại bệnh viện Holy Heart ở Allentown, Pennsylvania. Vào ngày 8 tháng 12 năm 1974, cô và Jeffrey Ross, một nhân viên bán hàng cung ứng y tế, chạy trốn đến Las Vegas và đã kết hôn tại Nhà nguyện Chuông.. Cặp đôi sớm chuyển đến Charlotte, Bắc Carolina, nơi cả hai nhận công việc với Tập đoàn phẫu thuật Hoa Kỳ năm 1975 bán vật tư y tế ở miền Đông Nam Hoa Kỳ; Judi Ross chuyên chỉ cho các bác sĩ trong phòng mổ một phương pháp dập ghim phẫu thuật mới. Cô và Ross chia tay nhau một cách thân thiện sau bốn năm, họ kết thúc bằng ly dị vào ngày 14 tháng 11 năm 1979. Các cặp vợ chồng không có con.
Vào ngày 19 tháng 11 năm 1979, Judi Stish Ross kết hôn với nhân viên bán giấy dán tường Bruce Nathan, người mà cô đã gặp trong thời gian ly thân với người chồng đầu tiên. Judi Nathan đã ngừng làm việc trong khoảng thời gian đó; Hai vợ chồng sống ở Charlotte được hai năm., sau đó chuyển đến Atlanta, Georgia. Nhà Nathans đã nhận nuôi một cô con gái, Whitney, vào tháng 3 năm 1985. Gia đình chuyển đến Manhattan năm 1987 và Pacific Palisades, Los Angeles vào năm 1991. Trong những năm này, cô có thời gian ngắn làm việc cho DynaMed Surgical ở California. Cô cũng chuyển đổi từ Công giáo La Mã sang Giáo hội Trưởng lão.
Cuộc hôn nhân của nhà Nathan tan vỡ vào đầu những năm 1990 và dẫn đến một vụ kiện ly hôn và tranh chấp quyền nuôi con, trong đó bao gồm các cáo buộc lạm dụng từ cả hai bên. Vụ ly hôn của gia đình đã được hoàn tất vào năm 1992 và cô đã giành được quyền nuôi con chính. Nathan, người đến để thích cái tên "Judith" vào khoảng thời gian này, chuyển về New York vào tháng 3 năm 1992. Bây giờ là một bà mẹ đơn thân, cô làm việc bán thời gian trong văn phòng nha sĩ và tham dự các lớp học máy tính và kinh doanh của Đại học New York vào ban đêm vào cuối tuần. Nathan nhận được giấy phép điều dưỡng ở New York và bắt đầu làm việc vào năm 1993 với tư cách là trình dược viên mảng bán hàng bệnh viện của Bristol-Myers Squibb, bán vật tư phẫu thuật, thuốc chống trầm cảm và thuốc kháng sinh trong khu phố Bedford-Stuyvesant khó khăn ở Brooklyn; một trong những chuyên môn của cô là bệnh truyền nhiễm. Trong khoảng thời gian này, Judith có quan hệ tình cảm với nhà tâm lý học lâm sàng Bệnh viện Woodhull Manos Zacharioudakis; cô và con gái sống với anh bốn năm, cho đến đầu năm 1999. Đến năm 1997, cô trở thành một trong những người quản lý bán hàng hàng đầu của Bristol-Myers,
 quản lý đội ngũ bán hàng 12 người.

## Quan hệ và kết hôn với Giuliani
Judith Nathan đã gặp Thị trưởng Giuliani vào tháng 5 năm 1999 tại Club Macanudo, một quán xì gà Upper East Side; họ đã nói rằng họ được giới thiệu bởi một bác sĩ là bạn chung. Giuliani đã chủ động hình thành một mối quan hệ đang phát triển. Thị trưởng vẫn kết hôn và sống với người vợ thứ hai, Donna Hanover, mặc dù họ đã xa cách từ năm 1996, và Nathan vẫn sống với Zacharioudakis mặc dù cặp đôi đã ly thân vài tháng trước đó. Mối quan hệ được giữ bí mật gần một năm, và đầu năm 2000 Giuliani sắp xếp cho an ninh của Sở cảnh sát New York và tài xế cho cô. Đến tháng 3 năm 2000, Giuliani và Nathan đã xuất hiện cùng nhau tại các sự kiện công cộng; vào tháng 5 năm 2000, Giuliani công khai thừa nhận cô là "người bạn rất tốt của anh" và, giữa một loạt các sự soi mói của báo chí về Nathan, tuyên bố anh ta đang chia tay với Hanover. Nathan tự hào với vòng tròn bạn bè và cố vấn mạnh mẽ của thị trưởng. Sau năm 2000, Giuliani tin tưởng vào nền tảng điều dưỡng của Nathan trong việc giúp anh vượt qua điều trị ung thư tuyến tiền liệt. Nathan tích cực nghiên cứu các lựa chọn điều trị và Giuliani đã được nhắc lại rằng: "Tôi cảm thấy rất may mắn khi không chỉ có người yêu tôi và quan tâm đến tôi, mà còn là một chuyên gia có kiến thức về y học và khoa học khổng lồ - cô ấy là sự hỗ trợ lớn nhất mà tôi có."
Judith và Rudy Giuliani đã đính hôn ở Paris vào tháng 11/2002 và họ kết hôn vào ngày 24 tháng 5 năm 2003. Đám cưới được tổ chức tại Gracie Mansion và là một trong hai buổi diễn duy nhất, cho đến nay, bởi Thị trưởng Michael Bloomberg. Lễ tân cho 400 khách bao gồm các nhân vật từ thế giới chính trị, giải trí và thời trang. Cặp vợ chồng có một căn hộ trị giá 5 triệu đô la ngoài đại lộ Madison ở Upper East Side ở Manhattan và một nhà nghỉ mùa hè trị giá 4 triệu đô ở Hamptons, Long Island.
Rudy Giuliani thường xuyên gọi vợ là "cố vấn thân cận nhất"", nói vào năm 2007 rằng cô vẫn là "một chuyên gia mà chúng tôi dựa vào" tại công ty của anh, Giuliani Partners, nơi anh làm chủ tịch và giám đốc điều hành. "Cô ấy cho chúng tôi rất nhiều lời khuyên và rất nhiều sự giúp đỡ trong các lĩnh vực mà cô ấy có nhiều chuyên môn - sinh học và hóa học. Vì chúng tôi làm công tác bảo mật, đó là một lĩnh vực rất đáng quan tâm - bạn biết đấy, một cuộc tấn công bệnh than, một cuộc tấn công bệnh đậu mùa, tác nhân hóa học. Cô ấy biết tất cả những điều đó." Từ một thời gian ngắn trước khi kết hôn cho đến khi chiến dịch tranh cử tổng thống của ông bắt đầu, Rudy Giuliani đã trả cho bà trung bình 125.000 đô la mỗi năm cho giá trị chuyên môn của mình với tư cách là một người viết diễn văn.

### Vai trò trong chiến dịch tranh cử tổng thống Giuliani

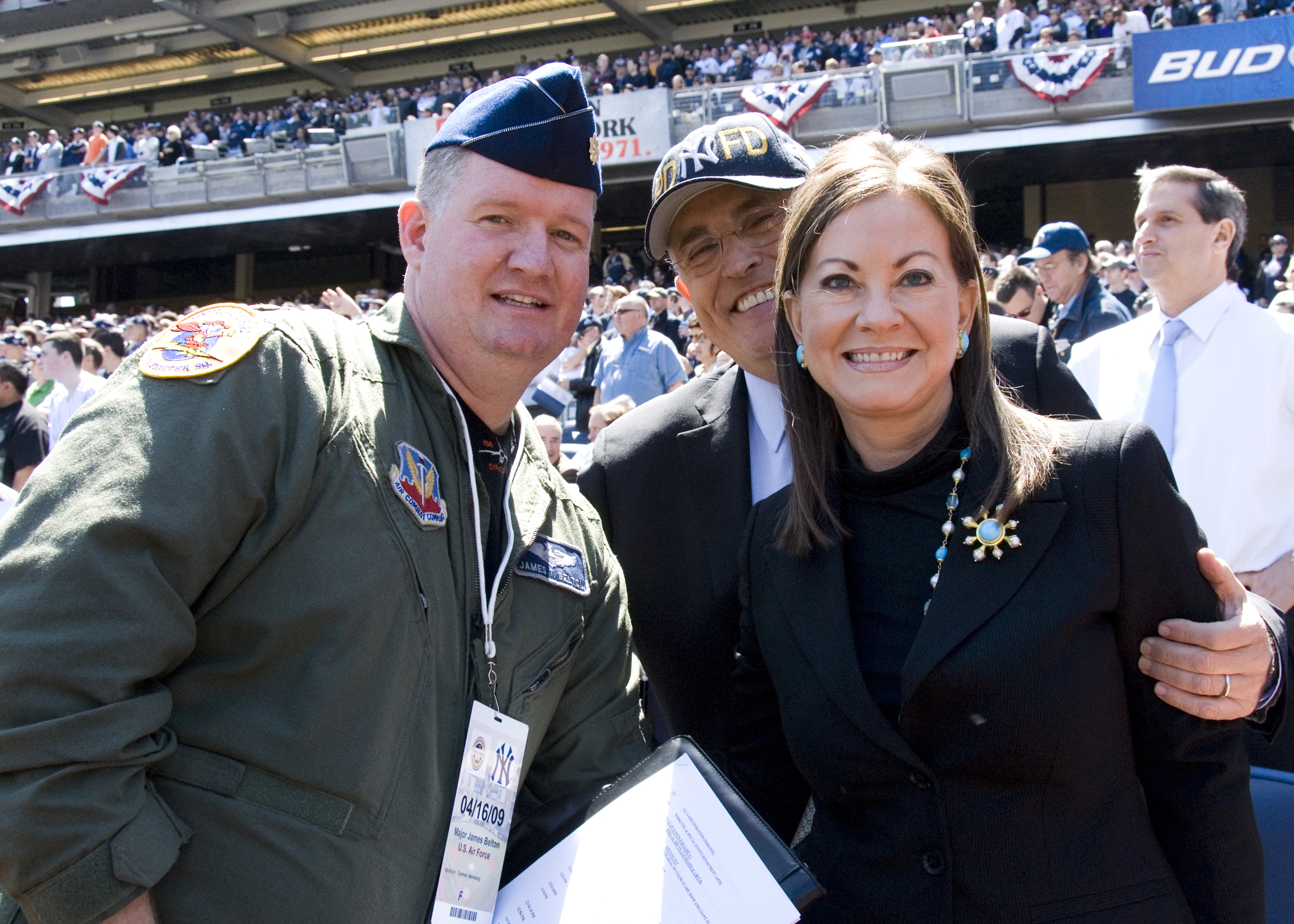
Một lực lượng bảo vệ quốc gia không quân New York chụp ảnh cùng Rudy và Judith Giuliani tại sân vận động Yankee "mới" vào tháng 4 năm 2009

Khi chiến dịch tranh cử tổng thống của Rudy Giuliani bắt đầu một cách nghiêm túc vào năm 2007, Judith Giuliani từng làm cố vấn và gây quỹ, nhưng cũng tham gia vào một vòng mới của sự chú ý của truyền thông mạnh mẽ và thường không gây chú ý. Cuộc hôn nhân đầu tiên của cô với Jeffrey Ross lần đầu tiên được tiết lộ trên báo chí, nền tảng giáo dục của cô đã được làm rõ, và cô ấy đã xuất hiện trong một cuộc phỏng vấn của Barbara Walters trên 20/20. Trong cuộc phỏng vấn, Giulianis tuyên bố rằng cô sẽ tham gia các cuộc họp nội các nếu chồng cô được bầu, một kế hoạch thu hút những lời chỉ trích và sau đó họ đã tránh nó đi. Có nhiều tranh cãi về yêu cầu đi lại của cô và xung đột với các trợ lý của Rudy Giuliani. Các phương tiện truyền thông miêu tả cô là một người khao khát địa vị xã hội và thích được mua sắm xa hoa. Một nỗ lực của chiến dịch vào mùa hè năm 2007 để phục hồi hình ảnh của cô đã trở thành nạn nhân của căng thẳng nội bộ, và thay vào đó sự xuất hiện công khai của cô đã được thu hẹp lại. Rudy Giuliani nói rằng Judith Giuliani đã chứng minh một người gây quỹ có khả năng cung cấp đầu vào có ý nghĩa cho các chính sách của mình, đặc biệt là những vấn đề liên quan đến chăm sóc sức khỏe, vì cô có bằng điều dưỡng hai năm và từng bán dược phẩm.
Vào ngày 4 tháng 4 năm 2018, có thông báo rằng Judith Giuliani đã đệ đơn ly hôn với chồng cô, Rudy Giuliani. Cuộc ly hôn đang diễn ra.

## Gây quỹ và làm từ thiện
Vào tháng 3 năm 2001, mong muốn ít đi lại hơn và giảm tầm nhìn của công chúng, Nathan rời Bristol-Myers và trở thành một người gây quỹ và sau đó là giám đốc điều hành của Change Our World, một công ty gây quỹ và dịch vụ từ thiện quốc tế có trụ sở tại New York giúp các nhóm phi lợi nhuận quyên góp tiền cho các nguyên nhân như mù lòa ở tuổi vị thành niên và HIV / AIDS ở Châu Phi. Cô rời tổ chức vào năm 2006 và tiếp tục làm cố vấn chuyên nghiệp.
Sau vụ tấn công khủng bố ngày 11 tháng 9 năm 2001, Giuliani đã tin tưởng Nathan với việc phối hợp các nỗ lực của Trung tâm Hỗ trợ Gia đình tại Bến tàu 94, một yêu cầu tranh chấp của Giám đốc đầu tiên của Văn phòng Quản lý Tình trạng Khẩn cấp của Thành phố New York, Jerry Hauer, nhưng được hỗ trợ bởi những người khác nói rằng cô ấy đã đóng một vai trò có giá trị trong đó kéo dài bốn tháng. Rudy Giuliani đã viết về giai đoạn này trong cuốn sách Leadership năm 2002 của mình, giải thích rằng cô có khả năng phục vụ như một cố vấn thị trưởng vững chắc sau ngày 11 tháng 9 bởi vì cô "đã là một y tá trong nhiều năm, và sau đó là một giám đốc dược phẩm, cô đã quản lý một nhóm người và có nhiều kỹ năng tổ chức. Hơn nữa, cô có kiến thức khoa học và chuyên môn nghiên cứu sâu rộng." Ngoài ra, anh ta nói rằng anh ta "đưa cô ta đi làm giúp tôi tổ chức các bệnh viện" để hỗ trợ những người bị thương trong các vụ tấn công.
Cô trở thành thành viên hội đồng sáng lập của Quỹ Twin Towers, được bổ nhiệm bởi Giuliani, đã gây quỹ và phân phối $ 216 triệu cho hơn 1.150 gia đình và cá nhân. Đóng góp cho quỹ cũng tạo ra Quỹ học bổng TTF và Trại hè Mỹ cho trẻ em của nạn nhân.

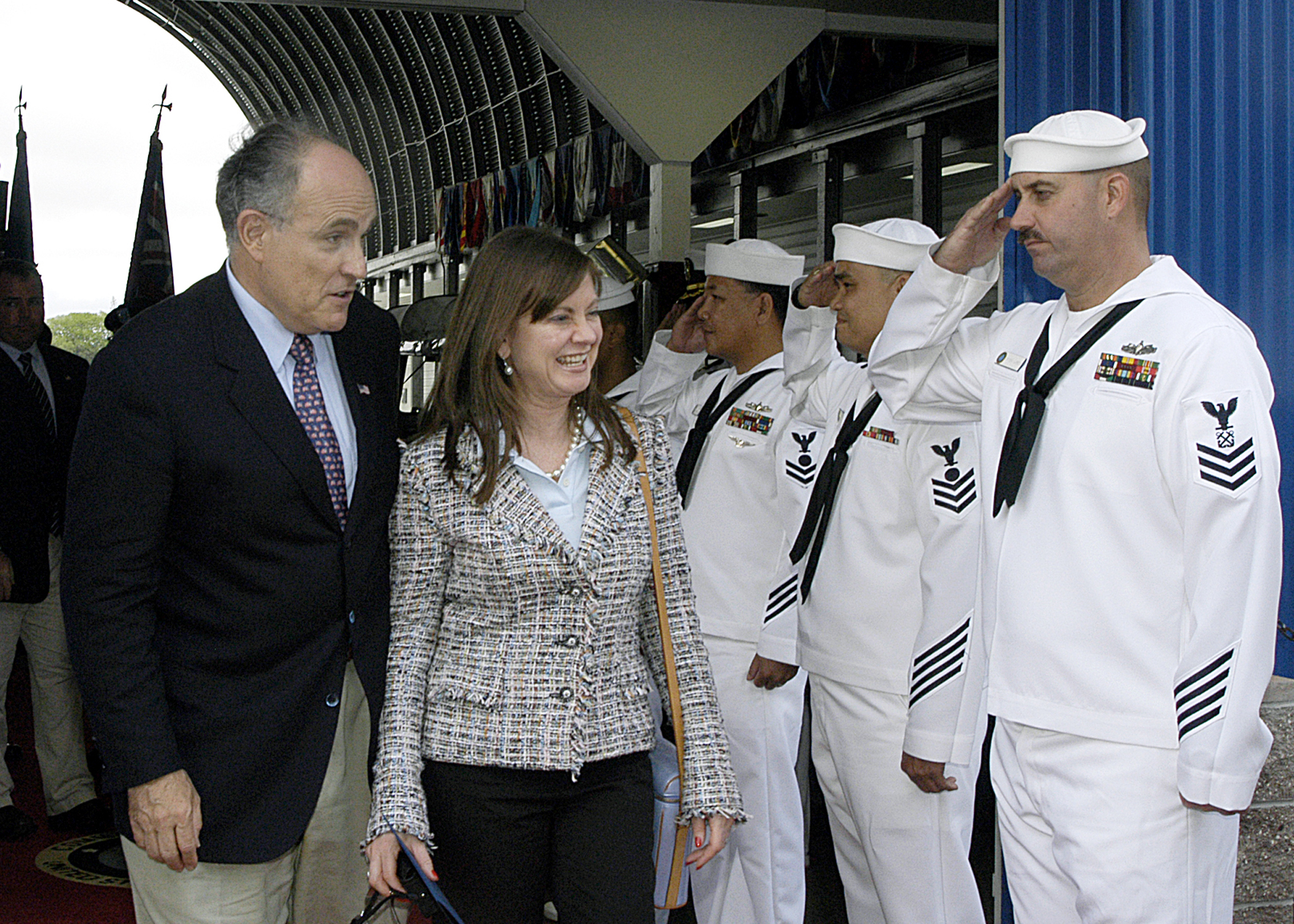
Tại một buổi lễ tại Trân Châu Cảng năm 2004

Judith Giuliani cũng đóng vai trò là người phát ngôn quốc gia cho Lợi ích trái tim phụ nữ, tìm cách nâng cao nhận thức của phụ nữ và bác sĩ của họ về việc ngăn ngừa các tình trạng sức khỏe liên quan đến tim. Là người phát ngôn của Lợi ích trái tim phụ nữ, cô đã thúc đẩy tổ chức này là chương trình đầu tiên tại bệnh viện tập trung vào phụ nữ và bệnh tim. Trong phần mở đầu của cuốn sách Lập bản đồ thế giới mới của tổ chức từ thiện Hoa Kỳ (Wiley, 2007), Judith đã viết về cơ hội mà thế hệ Baby-Boomer phải xác định di sản của mình thông qua hoạt động từ thiện lâu dài.
Ngoài ra, Judith Giuliani đã gây quỹ cho Bệnh viện Southampton, Tìm cách chữa trị chứng động kinh và động kinh (FACES), Christian Blind Mission International (CBMI), cứu trợ cơn bão Katrina ở New Orleans, Đơn vị chấn thương Cấp 1 Bệnh viện St. Vincent, Trường trung học Cabrini và Trung tâm y tế Cabrini, và Trường McCarton dành cho trẻ tự kỷ.
Đối với dịch vụ của mình, Judith đã nhận được Giải thưởng Cộng đồng từ New York Junior League, Giải thưởng Dịch vụ Tinh thần Cabrini từ Quỹ Truyền giáo Cabrini, vào tháng 5 năm 2006, cô đã nhận được Giải thưởng Nhân đạo của Đại học New York. Giuliani được công nhận với vai trò là một y tá cho những nỗ lực nhân đạo và từ thiện, cũng như là một tiếng nói nổi bật trong việc thúc đẩy nghề điều dưỡng.